# Latacunga (kanton)
Latacunga – kanton w Ekwadorze, w prowincji Cotopaxi. Stolicą kantonu jest Latacunga.